# Minuartia nuttallii
Minuartia nuttallii är en nejlikväxtart som först beskrevs av Ferdinand Albin Pax, och fick sitt nu gällande namn av John Isaac Briquet. Minuartia nuttallii ingår i släktet nörlar, och familjen nejlikväxter.

## Underarter
Arten delas in i följande underarter:
- M. n. fragilis
- M. n. gracilis
- M. n. gregaria

## Bildgalleri

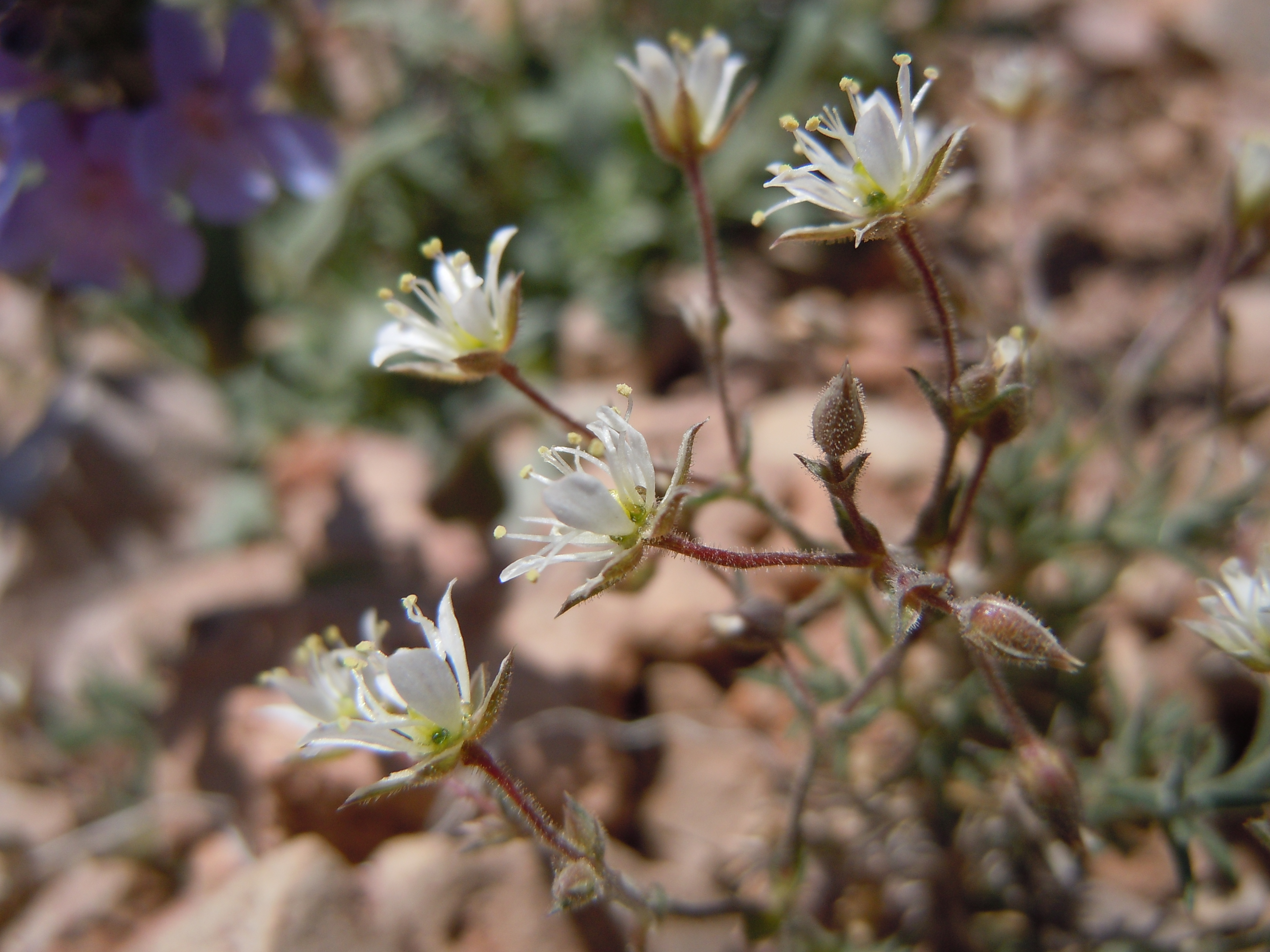
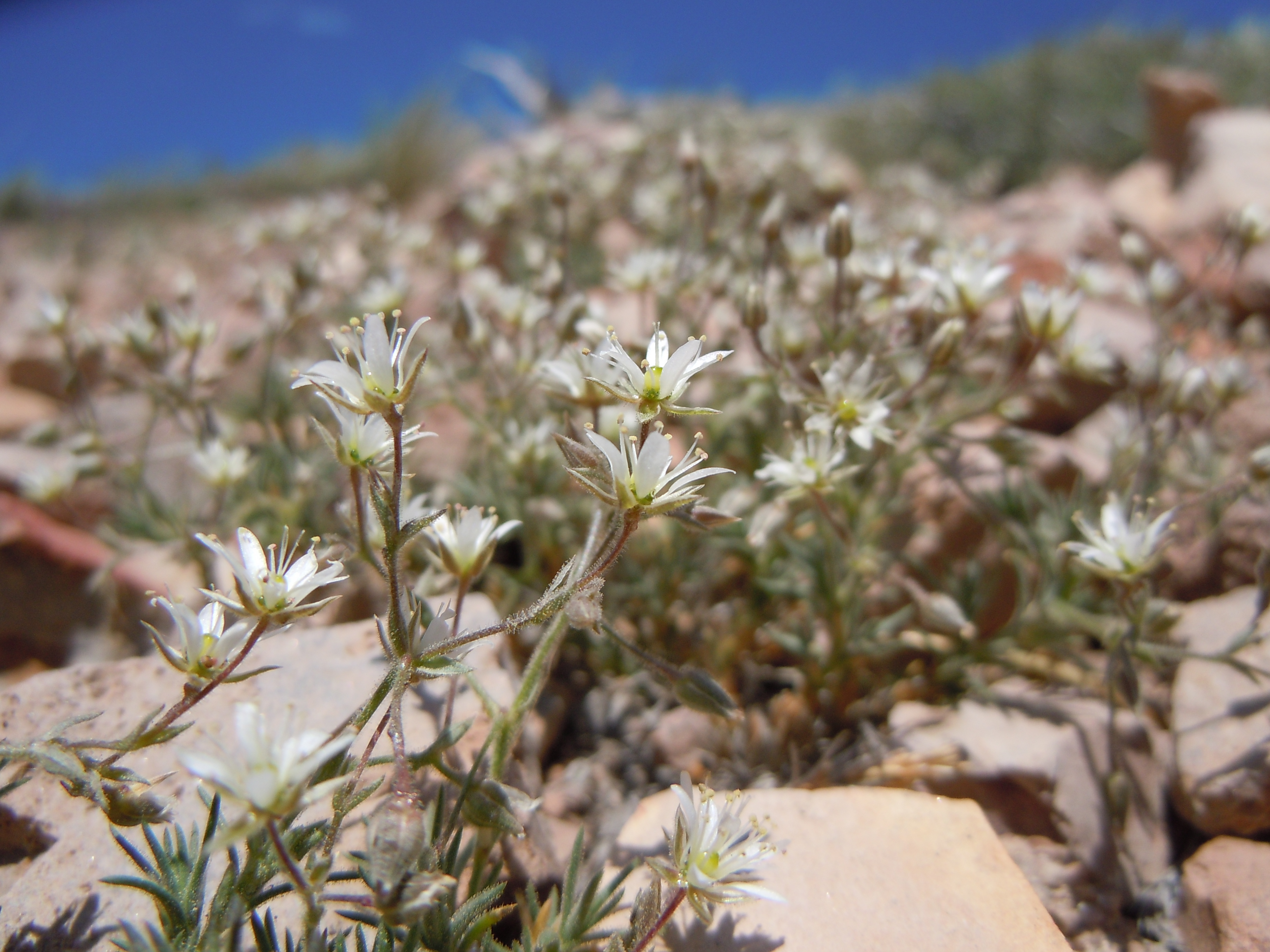
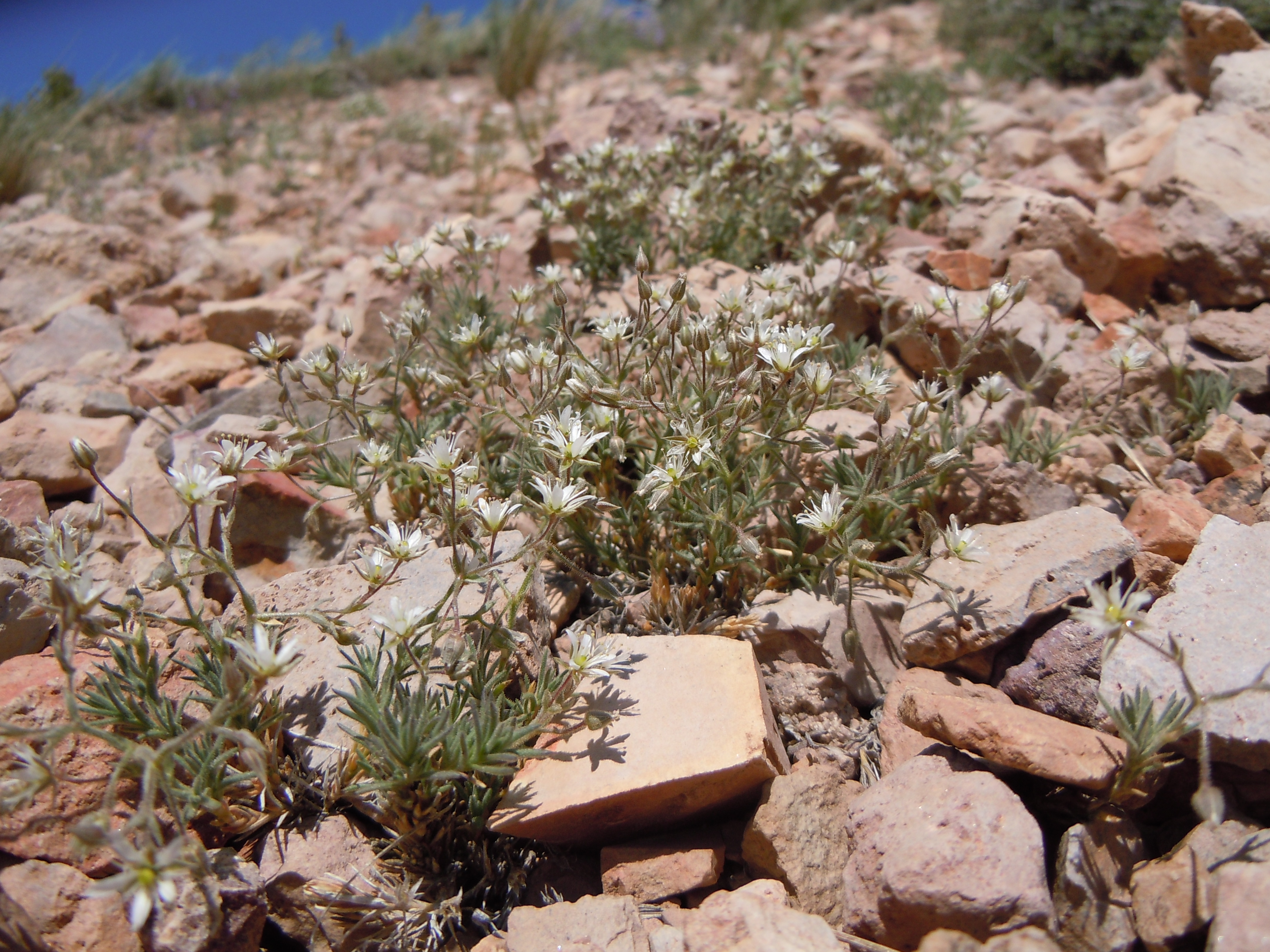
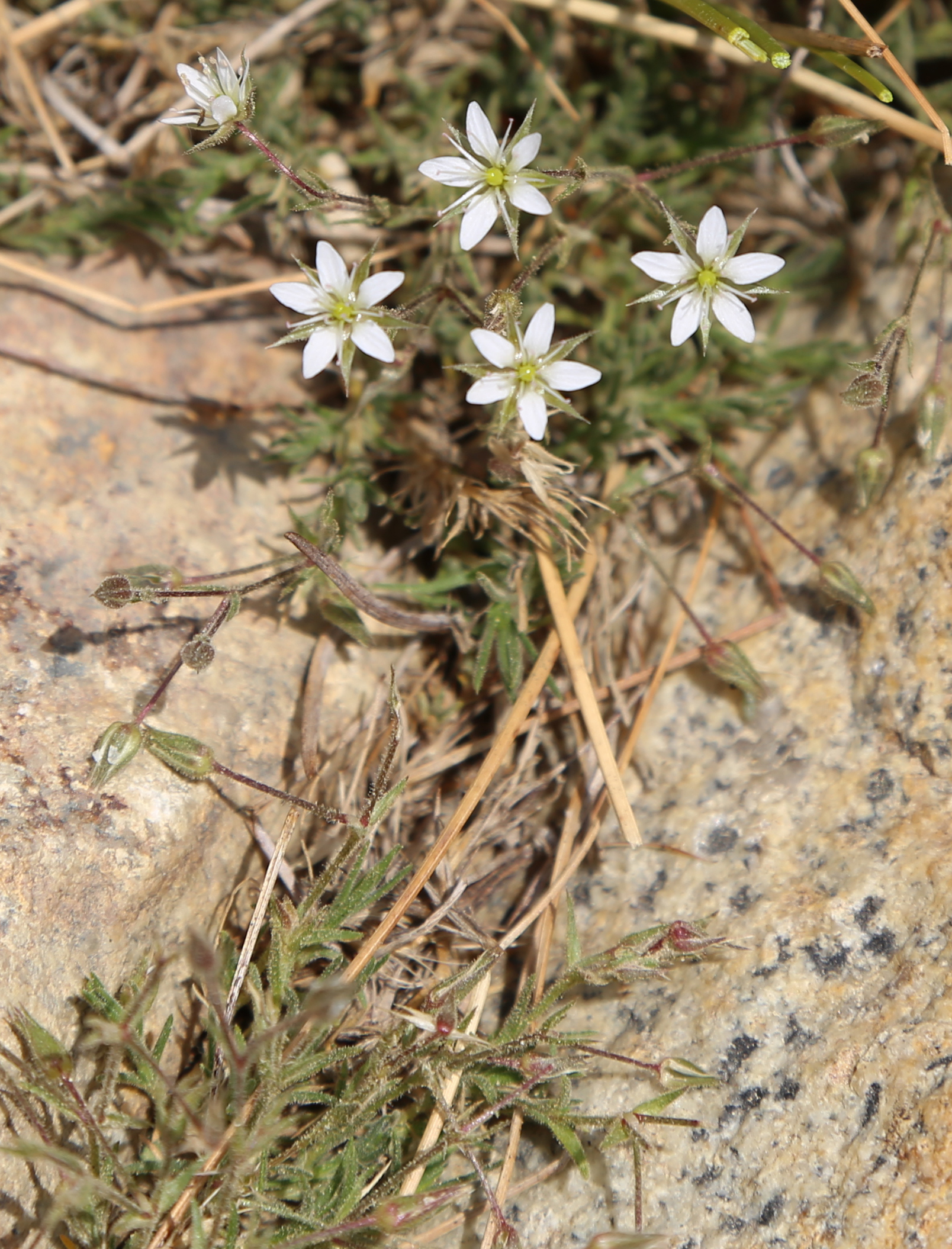